# 마쓰다이라 도모노리

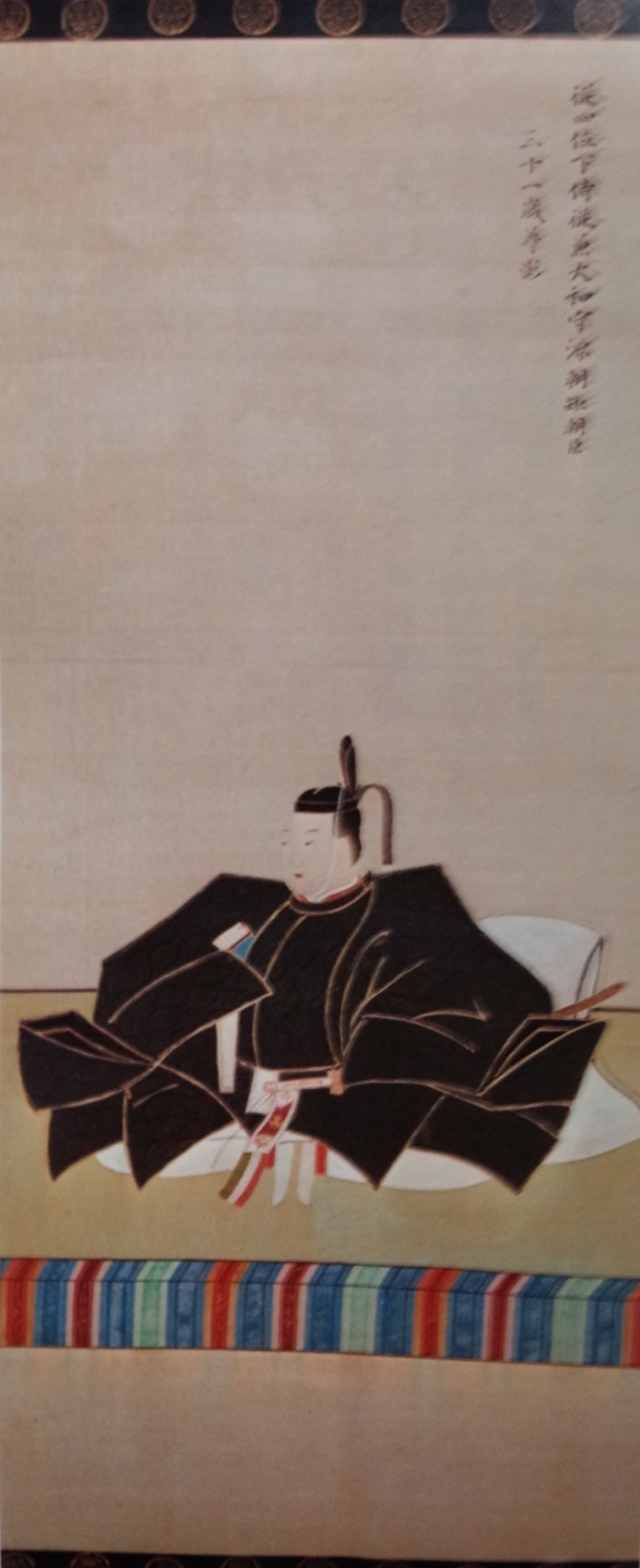
마쓰다이라 도모노리

마쓰다이라 도모노리(松平朝矩)는 에도 시대 중기의 다이묘이다. 하리마 히메지번 제2대 번주, 고즈케 마에바시 번주, 무사시 가와고에번 초대 번주이다. 에치젠 마쓰다이라가 나오모토계(直基系越前松平家) 제5대 당주이다.
| 전임 마쓰다이라 아키노리 | 제5대 에치젠 마쓰다이라가 나오모토계 당주 1748년 ~ 1768년 | 후임 마쓰다이라 나오쓰네 |

| 전임 마쓰다이라 아키노리 | 제2대 히메지번 번주 (에치젠 마쓰다이라가) 1748년 ~ 1749년 | 후임 사카이 다다즈미 |

| 전임 사카이 다다즈미 | 마에바시 번 번주 (에치젠 마쓰다이라가) 1749년 ~ 1767년 | 후임 가와고에 번의 원격 영지(마쓰다이라 나오카쓰) |

| 전임 아키모토 스케토모 | 제1대 가와고에번 번주 (에치젠 마쓰다이라가) 1767년 ~ 1768년 | 후임 마쓰다이라 나오쓰네 |